# Křišťálová koule

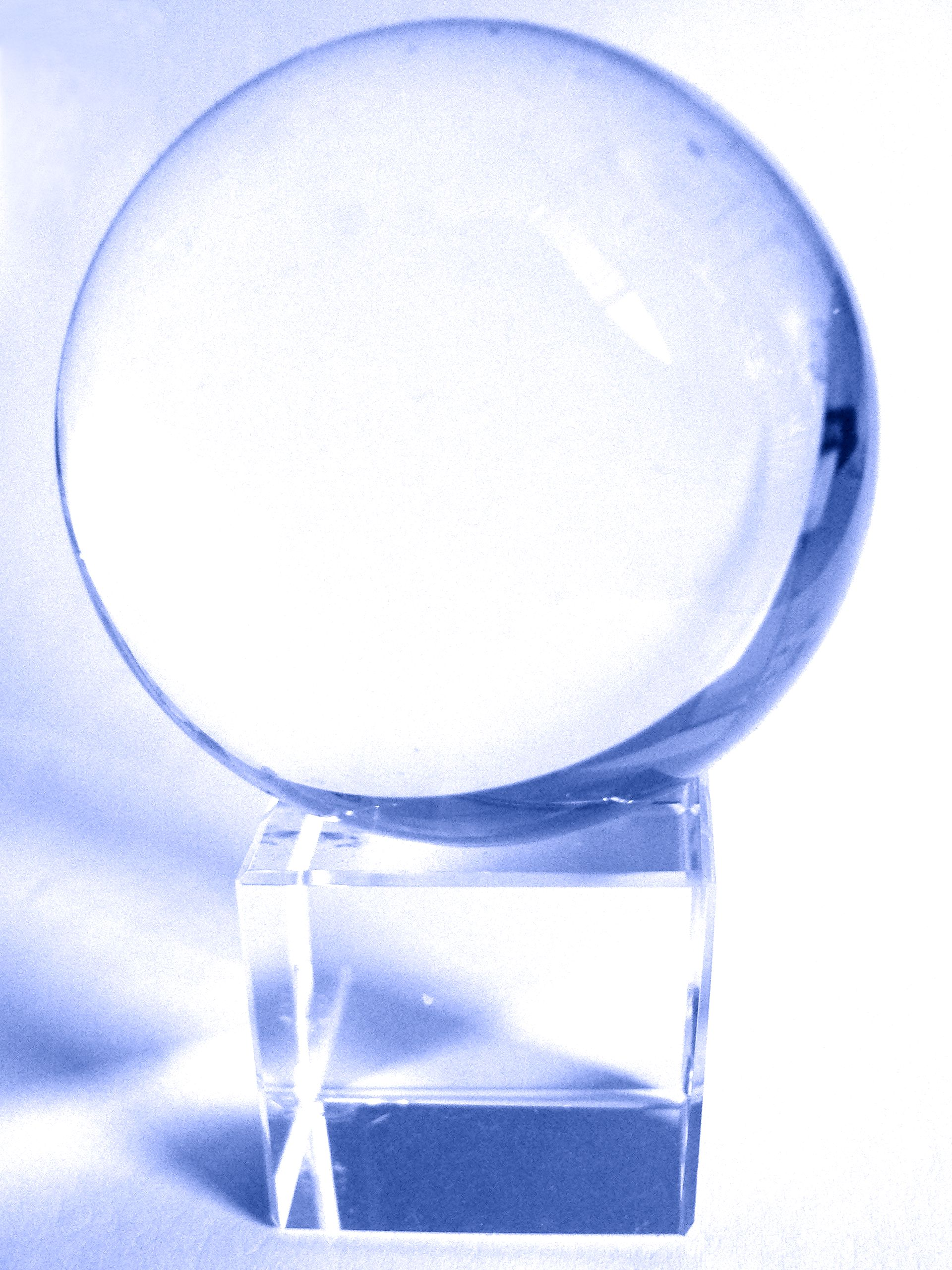
Fotografie křišťálové koule běžně používané k věštění

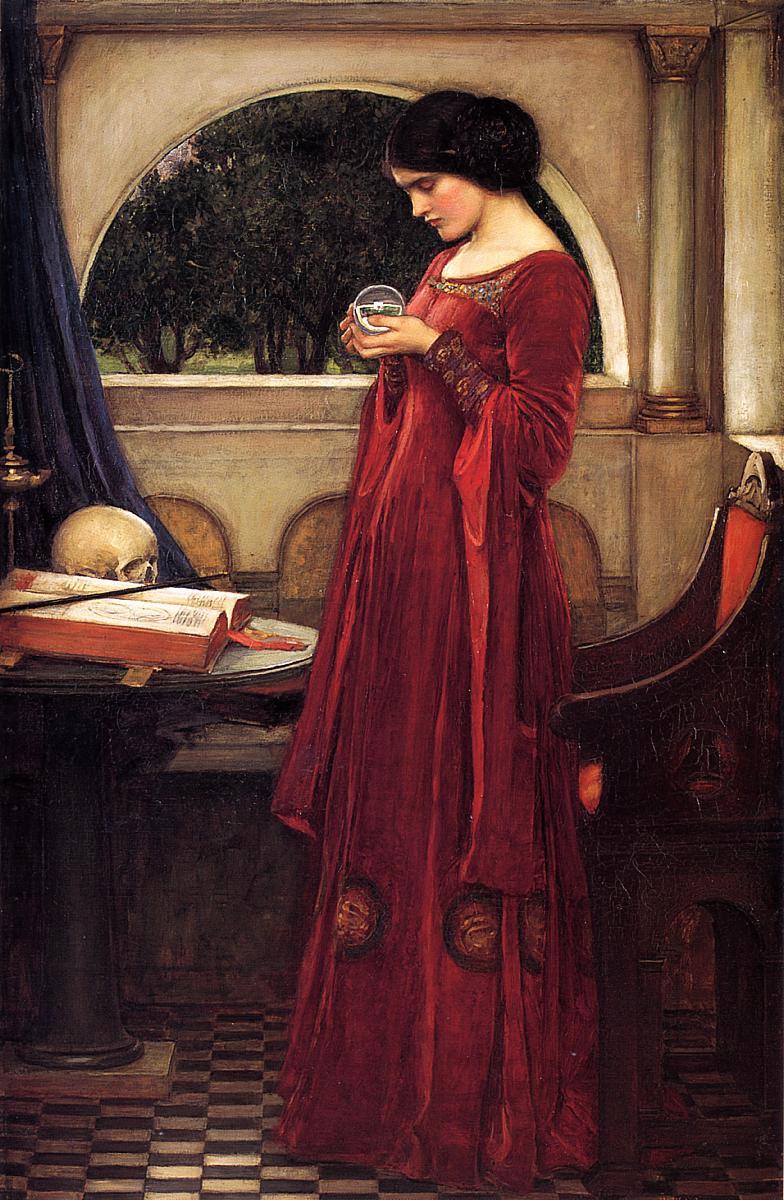
„The Crystal Ball“ od Johna Williama Waterhouse: věštění z koule

Křišťálová koule je hladká koule obvykle vyrobená z křišťálu nebo ze skla, které jsou přisuzovány jasnovidecké schopnosti. Je známá také pod názvem věštecká koule. Podobný účel má také nádoba s vodou nebo samotná vodní hladina.[zdroj?]

## Historie
Keltské kmeny, žijící na území Velké Británie již od 2000 př. n. l., byly sjednoceny kněžstvem známým jako druidové. Druidové byli jedněmi z prvních, o kterých víme, že k věštění používali krystaly. Druidské náboženství vykazuje jisté podobnosti s náboženstvím stavitelů megalitů v dávné Británii, proto je možné, že zvyk používání křišťálů k věštění přišel od nich.
Později ve středověku (500 – 1500 n. l.) kouzelníci, čarodějové, spiritualisté, cikáni a všechny další druhy věštců používali krystaly, aby nahlédli do minulosti, přítomnosti nebo budoucnosti.
Díky své průhlednosti byl k věštení často používán beryl. Skotští horalové nazývali tyto krystaly „kameny moci“. Přestože byly první křišťálové koule vyrobeny z berylu, později jej nahradil pravý křišťál, který je ještě čirejší.

## Věštění
Při věštění věštec sleduje v krystalu (resp. ve vodní hladině) obrazy, které pak interpretuje jako významné informace. Ty pak pomohou učinit důležitá životní rozhodnutí (např. v lásce, sňatku, cestování, obchodu atd.).
Pokud je při věštění použit krystal nebo jiný průhledný materiál, mluvíme o tzv. krystalomancii nebo věštění z krystalu.

## Křišťálová koule v protovědě
Dr. John Dee (13. července 1527 – 1608 nebo 1609) byl britský matematik, astronom, astrolog, geograf a rádce královny Alžběty I. Velkou část svého života zasvětil alchymii, věštectví a hermetické filozofii. Byl znám tím, že při své práci často používal věštění z křišťálové koule.

## Křišťálová koule v iluzionismu
Křišťálové koule jsou populární rekvizity používané při mentalistických tricích prováděných iluzionisty. Trik, při kterém dokáže iluzionista zodpovědět otázky publika, je známý jako „čtení z křišťálové koule“. Jeden z nejslavnějších iluzionistů 20. století, Claude Alexander, byl často nazýván „Alexander the Crystal Seer“.